# Midnight Memories
Midnight Memories – trzeci album brytyjsko-irlandzkiego boysbandu One Direction, wydany 25 listopada 2013 i promowany hitami „Best Song Ever” i „Story of my life”. Członkowie zespołu oznajmili, że tym razem chcą mieć większy wkład w pisanie piosenek na album oraz że ma on nieco bardziej rockowe brzmienie od poprzednich dwóch. Zespół nagrał również 4 dodatkowe utwory, które znajdują się na wersji Deluxe.
Album zadebiutował na pierwszej pozycji notowania Billboard 200. One Direction stali się pierwszym zespołem, którego trzy kolejne albumy debiutowały na szczycie notowania.
W Polsce nagrania uzyskały status podwójnej platynowej płyty.

## Lista utworów
1. „Best Song Ever” – 3:23 (Wayne Hector, John Ryan, Ed Drewett, Julian Bunetta)
2. „Story of My Life” – 4:10 (Jamie Scott, Bunetta, Ryan, Niall Horan, Zayn Malik, Liam Payne, Harry Styles, Louis Tomlinson)
3. „Diana” – 3:34 (Ryan, Bunetta, Scott, Tomlinson, Payne)
4. „Midnight Memories” – 2:55 (Bunetta, Scott, Ryan, Tomlinson, Payne)
5. „You & I” – 4:01 (Bunetta, Scott, Ryan, Styles, Tomlinson)
6. „Don't Forget Where You Belong” – 4:00 (Tom Fletcher, Danny Jones, Dougie Poynter, Horan)
7. „Strong” – 3:03 (Tomlinson, Ryan, Scott, Bunetta)
8. „Happily” – 2:55 (Savan Kotecha, Carl Falk, Styles)
9. „Right Now” – 3:21 (Ryan Tedder, Tomlinson, Styles, Payne)
10. „Little Black Dress” – 2:38 (Bunetta, Ryan, Theodore Geiger, Tomlinson, Payne)
11. „Through the Dark” – 3:40 (Scott, Toby Smith, Tomlinson, Payne)
12. „Something Great” – 3:56 (Jacknife Lee, Gary Lightbody, Styles)
13. „Little White Lies” – 3:18 (Payne, Tomlinson, Bunetta, Drewett, Ryan, Hector)
14. „Better Than Words” – 3:26 (Bunetta, Ryan, Tomlinson, Payne, Scott)
15. „Why Don't We Go There” – 2:57 (Steve Robson, Claude Kelly, Hector, Tomlinson)
16. „Does He Know?” – 3:09 (Bunetta, Ryan, Scott, Tomlinson, Payne)
17. „Alive” – 3:32 (Bunetta, Ryan, Scott, Tomlinson)
18. „Half A Heart” – 3:12 (Robson, Drewett, Lindy Robbins)